# 札幌北洋卡
株式會社札幌北洋卡（日語：株式会社札幌北洋カード）在1983年成立，前身為「北洋百萬卡株式會社」，而「北洋JCB卡株式會社」，則在1989年成立，主要經營三菱日聯日本信販、JCB信用卡產品。
總部位於北海道札幌市中央区。現時由札幌北洋控股旗下公司。

## 外部連結
- 札幌北洋卡 （页面存档备份，存于）